# Élysée-Montmartre
Élysée-Montmartre je koncertní sál v Paříži, který se nachází na adrese 72, boulevard Marguerite-de-Rochechouart ve čtvrti Montmartre. Byl otevřen v roce 1807. V roce 2011 vyhořel a dne 15. září 2016 byl znovu otevřen.

## Historie

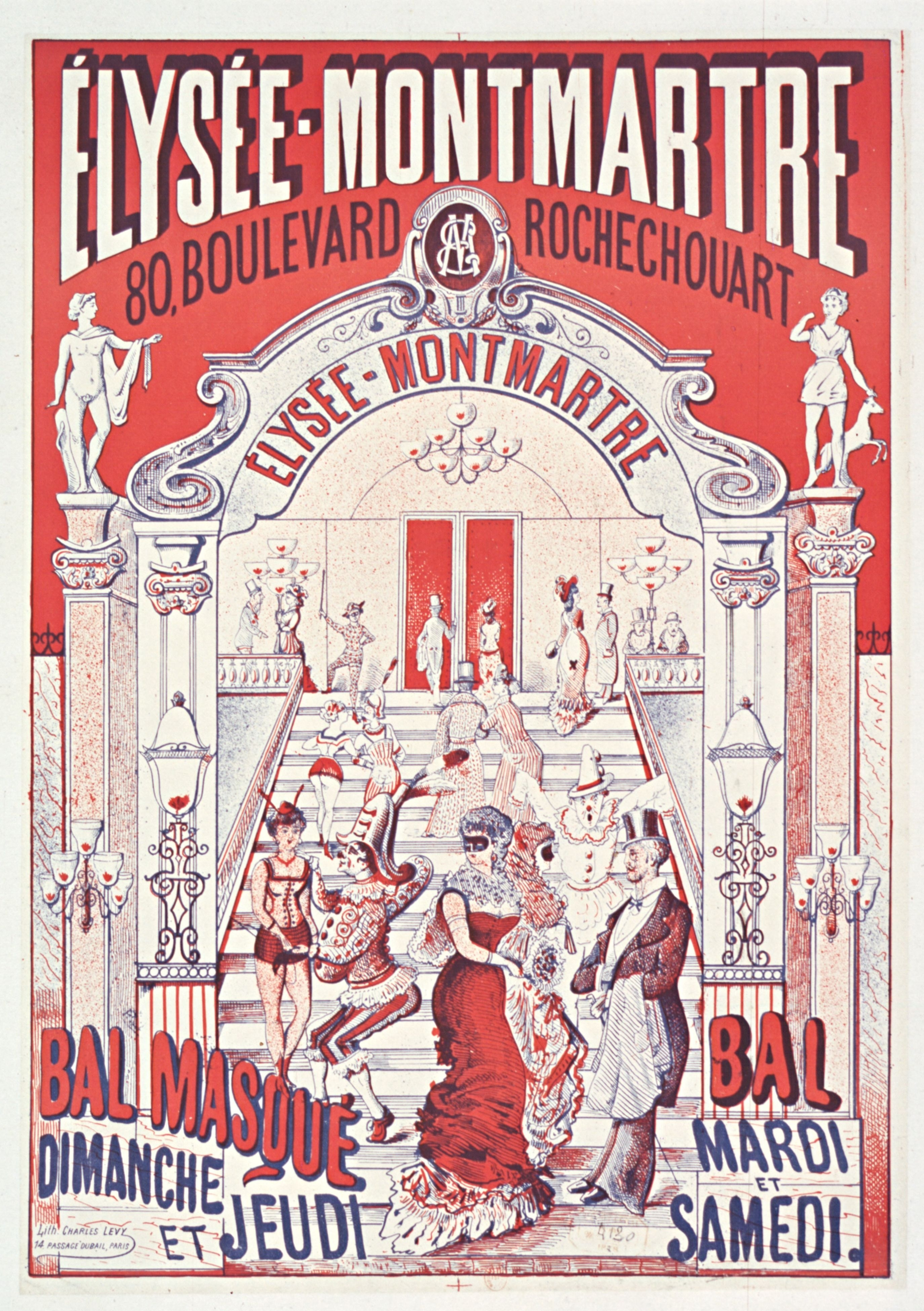
Maškarní bál v Élysée-Montmartre (1878).

Élysée-Montmartre otevřený v roce 1807 byl původně tanečním sálem. Tančil se zde kankán. Podnik tvořily tři hlavní budovy a velká zahrada. Émile Zola jej popisuje ve svém románu Zabiják.
Joseph Oller a Charles Zidler, kteří se dověděli o úspěchu kankánu v Élysée-Montmartre, a kteří chtěli spojit tzv. dobrá společnost s tímto druhem představení, najali v říjnu 1889 velký počet umělců z Élysée-Montmartre na otevření jejich nového podniku Moulin Rouge. Zidler si všiml především La Goulue, která se stala jednou z nejznámějších kabaretních tanečnic.
Élysée-Montmartre se také stal zdrojem inspirace pro malíře a umělce - např. Toulouse-Lautrec zde namaloval mnoho obrazů.
Podnik posloužil Maupassantovi jako prostředí pro jeho povídku Maska a pro Zolova Zabijáka v roce 1879. Pořádaly se zde také kostýmní plesy jako byl ples Quat'z'Arts.
Olivier Métra zde dirigoval orchestr složený ze 40 hudebníků.
Za Pařížské komuny se v podniku scházel jeden z hlavních revolučních klubů.

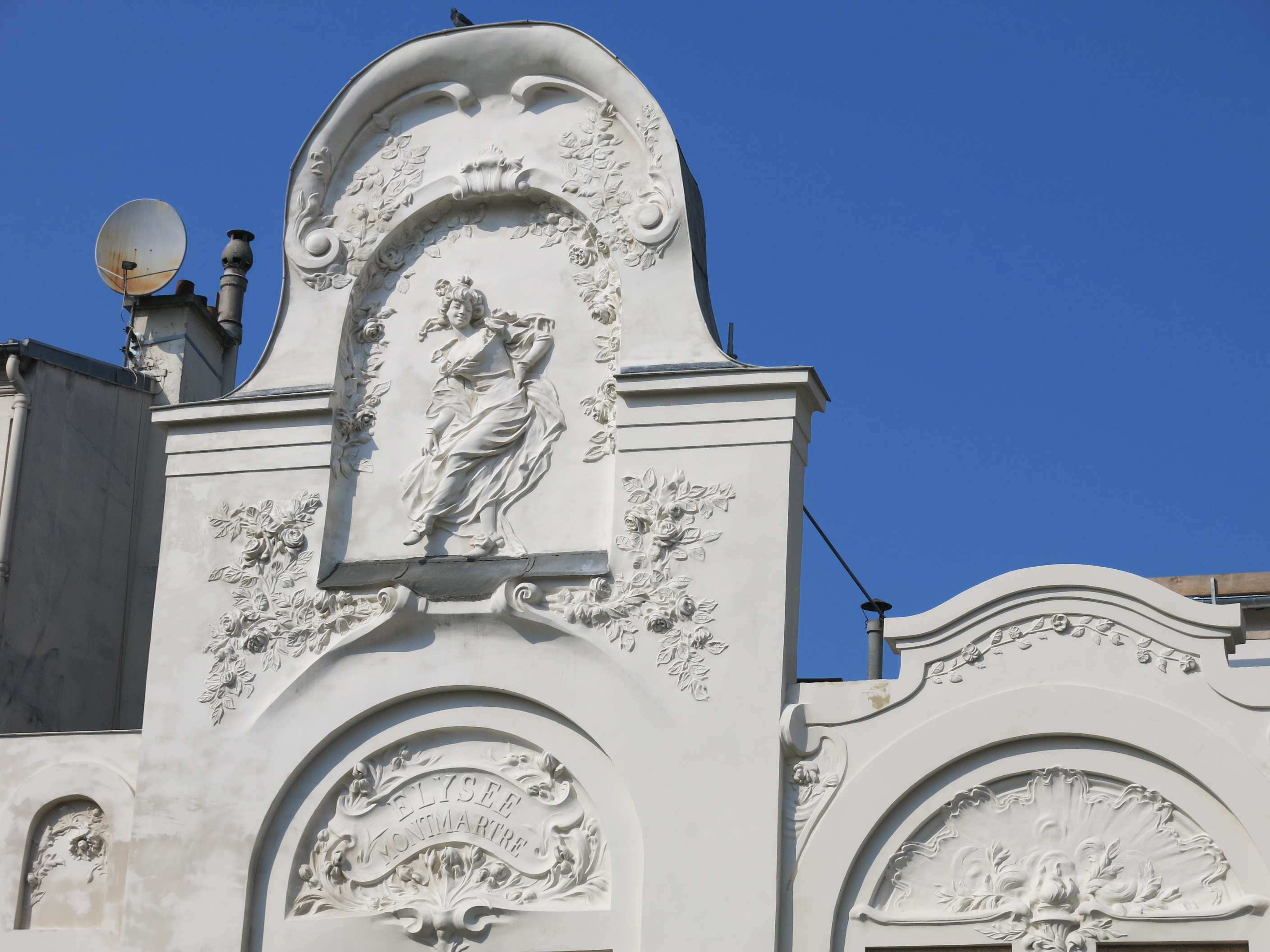
Fasáda s basreliéfem.

V roce 1894 byla zahrada podniku zrušena a vznikl zde podnik Le Trianon. V roce 1897 byl Élysée-Montmartre zrekonstruován novým majitelem. Architekt Édouard-Jean Niermans při ní využil konstrukci pavilonu navrženou Gustavem Eiffelem pro světovou výstavu v roce 1889.
Po požáru v roce 1900 byl sál vyzdoben dekoracemi v tehdy moderním secesním stylu a v rokokovém stylu.
Élysée-Montmartre po roce 1949 hostil boxerské a wrestlingové zápasy, poté se zde konaly striptýzové show.
V roce 1968 zde Jean-Louis Barrault uvedl Rabelaise, show na hudbu Michela Polnareffa. Následující rok zde byl uveden Jarry sur la mound na hudbu Michela Legranda.
V roce 1971 Philippe Khorsand inscenoval představení Oh! Kalkata!, které se hrálo až do roku 1975.
Od roku 1976 zde koncertovali umělci jako Jacques Higelin, Patti Smith, Diane Dufresne nebo Alain Souchon a také mnoho heavymetalových kapel. V roce 1983 to byla opereta Francise Lopeze s Georgesem Guétarym.
V roce 1989 sál převzala společnost Garance Productions. Pořádala zde koncerty indie rocku, elektro, metalu, rapu a reggae.
Od roku 1995 se zde každé dva týdny konal Bal de l'Élysée-Montmartre, pořádaný společností GOLEM ("Grand Orchestre de l’Élysée-Montmartre“), čímž se sálu vrátil jeho původní účel jako tančírna.
V podniku vystupovali např. David Bowie, Bon Jovi, Katy Perry, Bonnie Tyler, Avril Lavigne, Skid Row, The Gladiators, James Arthur, Marillion, Noir Désir, Vanessa Paradis, Alain Souchon, Alain Bashung, Louise Attaque, Queens of the Stone Age, Matthew Chedid, Daft Punk aj.
Dne 22. března 2011 kolem 8. hodiny ranní došlo k požáru elektroinstalace. Požár se pařížským hasičům podařilo dostat pod kontrolu kolem 11:30.
Katastrofa si nevyžádala žádné oběti, ale materiální škody byly značné. Kovová konstrukce byla zdeformovaná, stěny a střecha zničené, ale fasáda však zůstala neporušená.
Požár byl způsoben vadným platebním terminálem.
Po katastrofě nebyla nájemní smlouva Garance Productions obnovena, poté společnost v roce 2014 skončila.
V roce 2014 sál zakoupili Julien Labrousse a Abel Nahmias, majitelé sousedního podniku Le Trianon a zahájili rekonstrukci.
Sál byl znovu otevřen dne 15. září 2016 koncertem Matthieu Chedidem.

## Architektura
Průčelí na bulváru de Rochechouart a na Rue de Steinkerque, stejně jako výzdoba tanečního sálu jsou od 4. března 1988 zapsány jako historické památky.
Fasáda má ve svém vrcholu basreliéf s námětem tance.